# Soundwave Festival
Soundwave Festival – to coroczny festiwal muzyczny odbywający się w największych miastach Australii. Trzy pierwsze edycje odbyły się w Perth, gdzie festiwal powstał. Od 2007 odbywa się on w największych miastach Australii. Festiwal oferuje występy wielu zagranicznych jak i krajowych wykonawców muzycznych, wywodzących się z różnych gatunków muzycznych, w tym z rocka, metalu oraz punku. Festiwal jest organizowany i prowadzony przez Soundwave Touring, który promuje również Harvest Festival. 
Na przestrzeni lat podczas Soundwave Festival wystąpili m.in. tacy wykonawcy jak: Metallica, Linkin Park, Anthrax, Faith No More, Trivium, Iron Maiden, Alice in Chains, Slayer, Queens of the Stone Age, System of a Down, Machine Head, Slipknot, Deftones, The Offspring, Nine Inch Nails, Lamb of God, Rob Zombie, Slash, Stone Sour oraz Black Label Society.

## Historia
Soundwave Festival powstał w Perth w stanie Australia Zachodnia, gdzie odbywał się mniejszy festiwal o nazwie Gravity Soundwave, organizowany przez Gravity Games. Festiwal odbywał się wzdłuż rzeki Swan, opierał się w głównej mierze na konkurencjach związanych ze sportami ekstremalnymi. Impreza była sponsorowana przez Vodafone. 
Soundwave Gravity został wprowadzony podczas pierwszej edycji, która odbyła się 14 i 15 października 2004 roku. Amerykański zespół pop punk Good Charlotte był główną gwiazdą, podczas pierwszego dnia edycji w 2004 roku. Prócz wspomnianej grupy, wystąpiły jeszcze Gyroscope oraz One Dollar Short. Drugiego dnia na scenie wystąpiły Unwritten Law, Regurgitator, MxPx, Lagwagon oraz Last Year's Hero. 
W roku 2005 odbyła się druga edycja festiwalu. Sponsorowana była przez Vodafone. Festiwal odbył się w nocy, 8 października. W roli głównej gwiazdy wystąpił australijski zespół Grinspoon. Ponadto na scenie zaprezentowali się również: Unwritten Law, Reel Big Fish oraz Goldfinger. 
Trzecia i ostatnia edycja Soundwave Gravity odbyła się w 2006 roku. Festiwal został przeniesiony na grudzień. Podczas edycji wystąpili: amerykańska grupa Aiden oraz lokalne australijskie zespoły  Gyroscope, Kisschasy, Parkway Drive, The Getaway Plan oraz New Zealanders Goodnight Nurse.

## Galeria

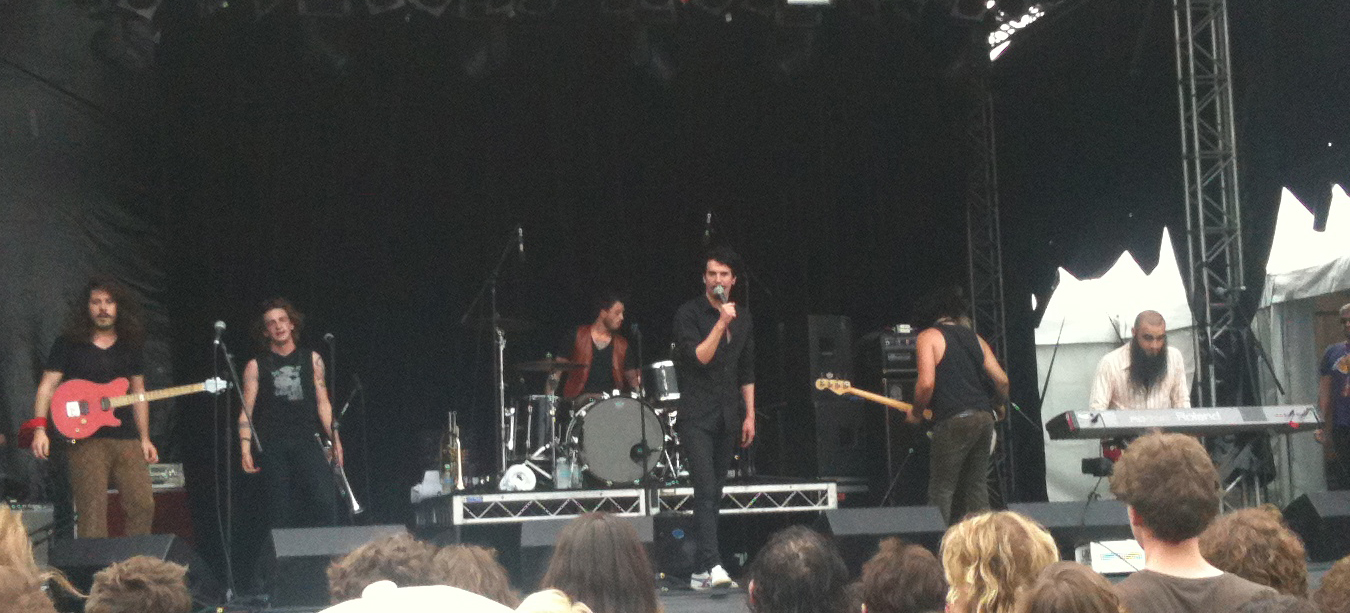
Foxy Shazam, 2011
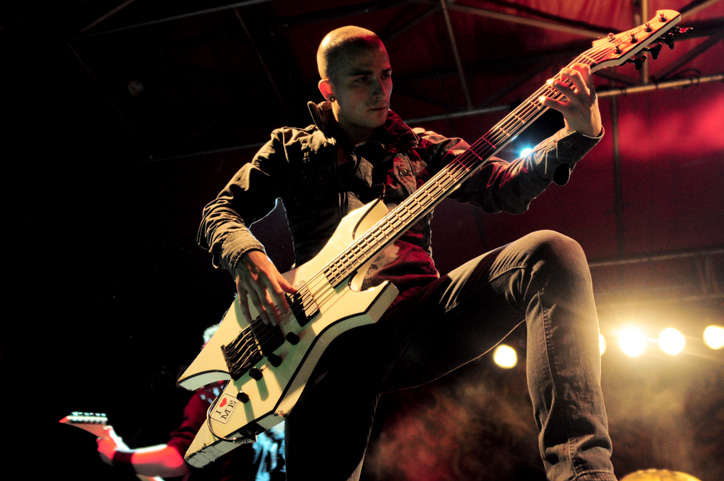
Trivium, 2010
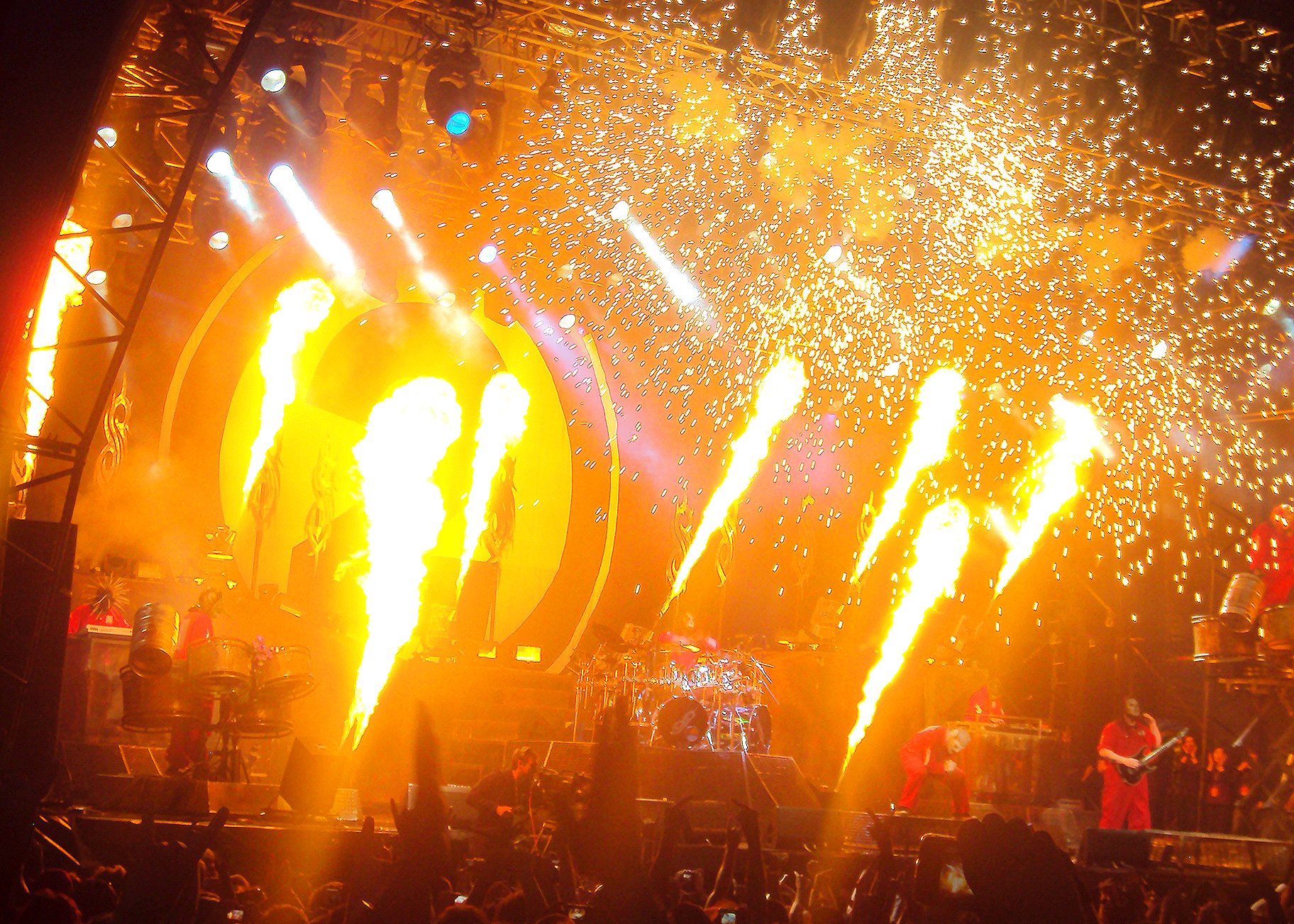
Slipknot, 2012
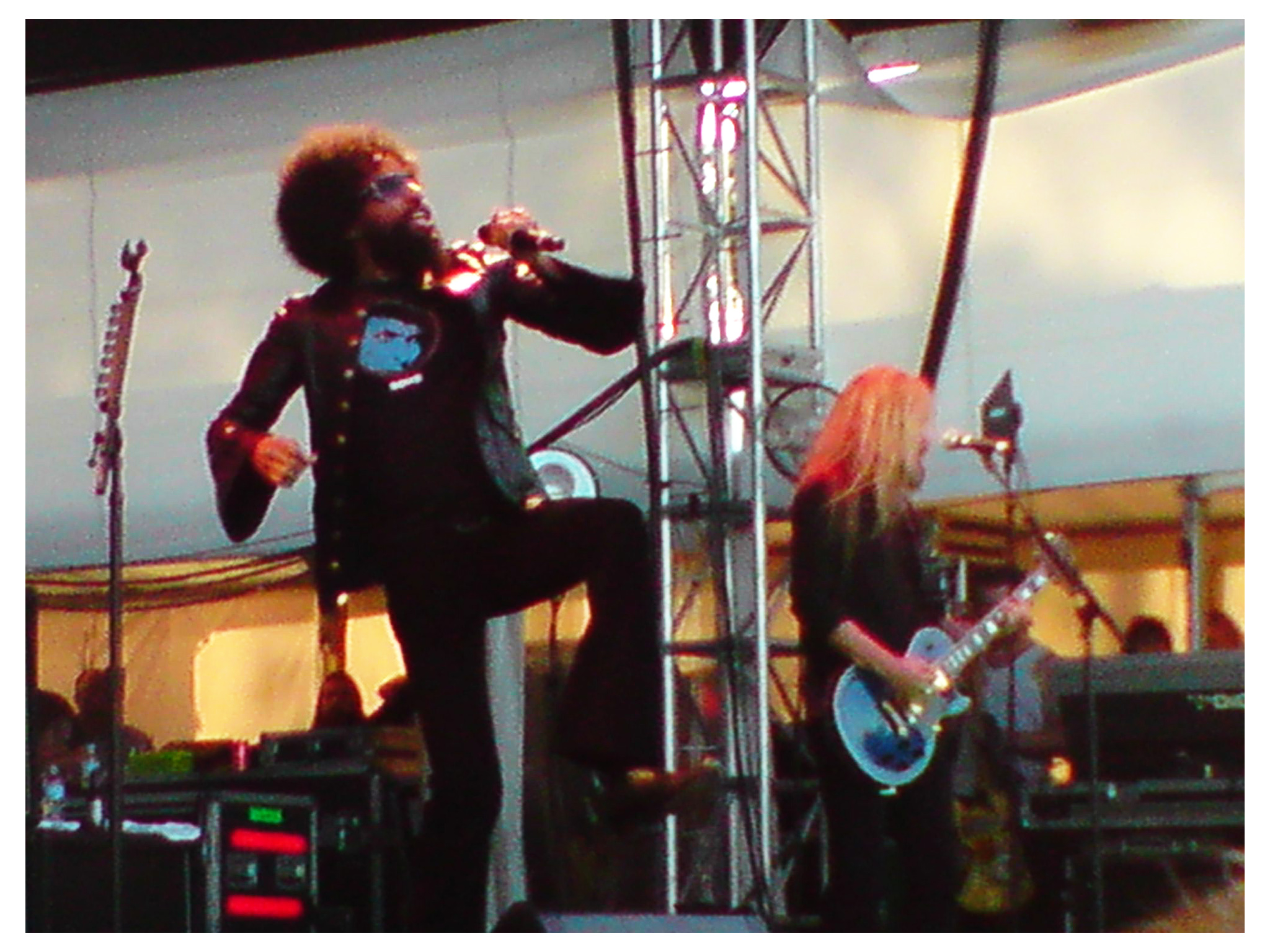
Alice in Chains, 2009
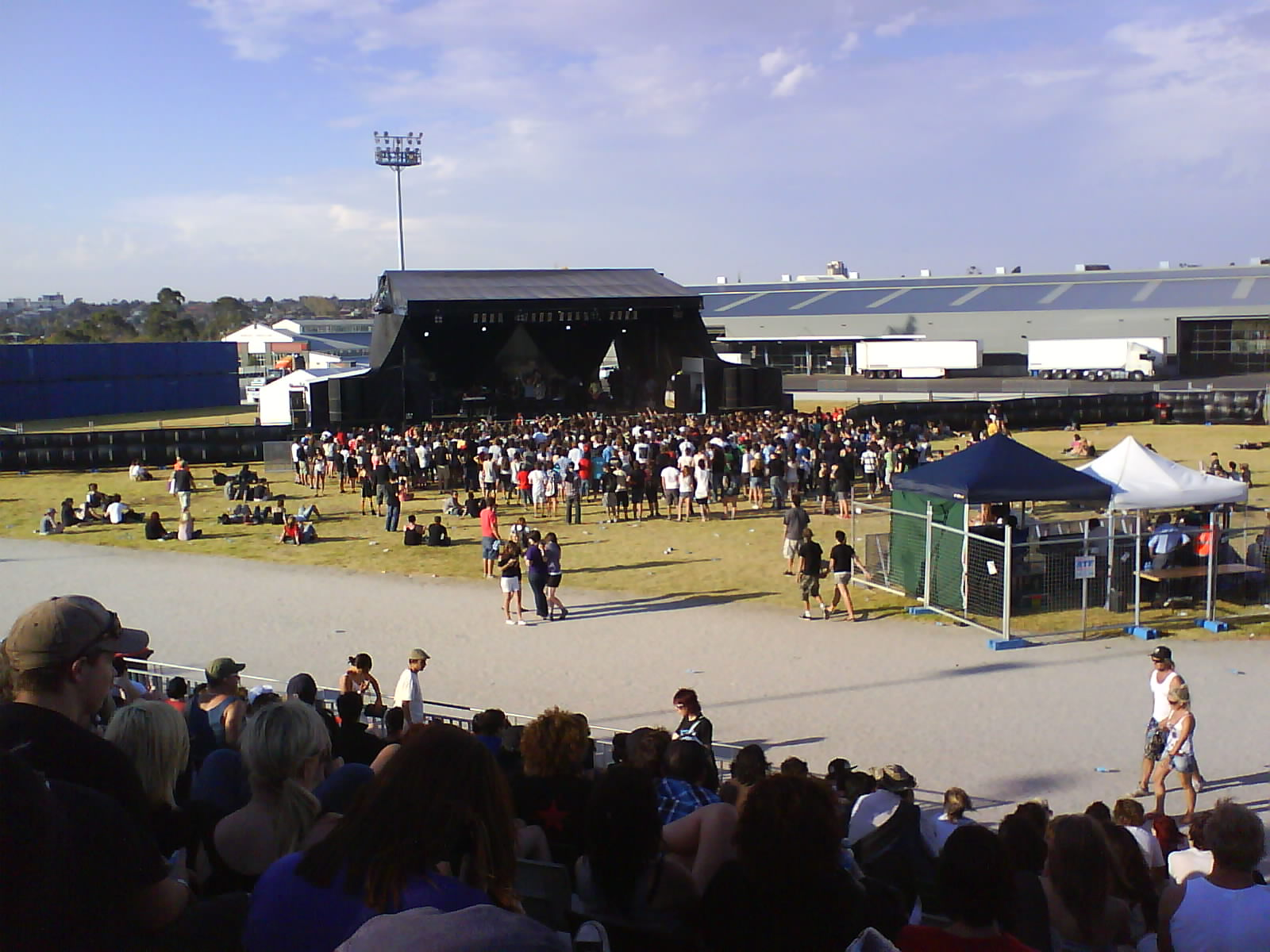
Chiodos, 2009
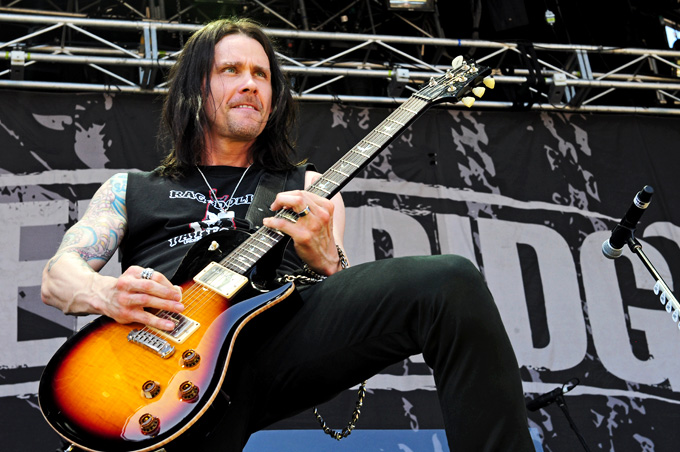
Alter Bridge, 2012